# Vindolanda

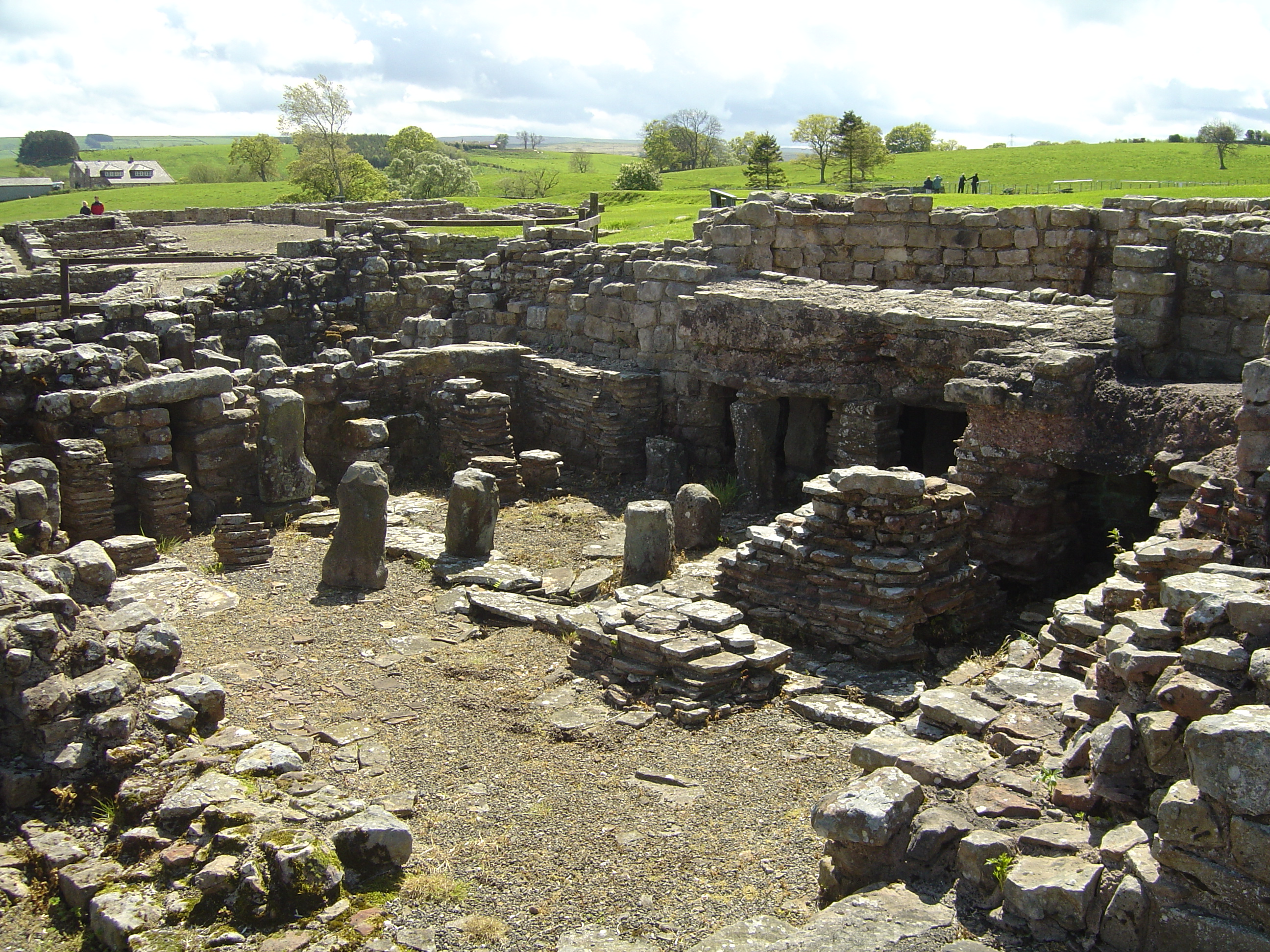
Pozostałości łaźni wojskowej na terenie obozu Vindolanda

Vindolanda – obóz rzymski położony na terenie Brytanii pomiędzy rzekami Tyne i Solway. Zbudowany w I wieku, a opuszczony najprawdopodobniej wiosną lub wczesnym latem 105 roku. Stacjonująca tam jednostka miała wzmocnić wyprawę wojenną cesarza Trajana do Dacji.

## Odkrycie
Wykopaliska były prowadzone w latach 70. XX wieku. Odkryto tam drewniane tabliczki z prywatnymi listami żołnierzy rzymskich do swych rodzin, co pozwoliło na bardzo dokładną analizę życia rzymskiego legionisty. 
Dodatkowo w pobliżu fortu odkryto ślady osady miejscowej ludności świadczącej usługi przebywającym w forcie żołnierzom oraz rozległego kompleksu drewnianego, który mógł być pozostałością tymczasowego pałacu wzniesionego dla cesarza Hadriana, który przybył na inspekcje budowy Muru Hadriana. 
Obecnie na terenie Vindolandy znajduje się muzeum starożytnego Rzymu.

## Historia
Pierwsze ślady rzymskiego osadnictwa datują się na 85 rok n.e. i wskazują na stacjonowanie w forcie I Kohorty Tungryjskiej. Pierwsza przebudowa i rozbudowa fortu została przeprowadzona w 97 roku - powierzchnia fortu osiągnęła wtedy 4 hektary i obsada została zwiększona o III Kohortę Batawiów. Po kolejnej przebudowie w 168 roku został zniszczony pod koniec II wieku. Odbudowany na początku III wieku przetrwał kolejne 100 lat, po kolejnej odbudowie fort został ostatecznie opuszczony na początku V wieku.